# Fincken
Fincken – miejscowość i gmina w Niemczech, w kraju związkowym Meklemburgia-Pomorze Przednie, w powiecie Mecklenburgische Seenplatte, wchodzi w skład Związku Gmin Röbel-Müritz.
1 stycznia 2010 do gminy przyłączono gminę Jaebetz, która stała się jej dzielnicą.